# Smak życia 3, czyli chińska układanka
Smak życia 3, czyli chińska układanka (fr. Casse-tête chinois) – francuski melodramat komediowy z 2013 w reżyserii Cédrica Klapischa. Trzeci film po Smak życia (2002) i Smak życia 2 (2005) z Audrey Tautou i Romainem Durisem w rolach głównych.

## Pełna obsada
| - Romain Duris jako Xavier Rousseau - Audrey Tautou jako Martine - Cécile de France jako Isabelle - Kelly Reilly jako Wendy - Sandrine Holt jako Ju - Flore Bonaventura jako opiekunka Isabella - Jochen Hägele jako niemiecki filozof - Benoît Jacquot jako ojciec Xaviera - Pablo Mugnier-Jacob jako Tom - Margaux Mansart jako Mia - Amin Djakliou jako Lucas - Clara Abbasi jako Jade - Li Jun Li jako Nancy - Sharrieff Pugh jako Ray - Peter McRobbie jako agent biura imigracyjnego - Jason Kravits jako prawnik Xaviera - Byron Jennings jako prawnik Wendy - Peter Hermann jako John - Martine Demaret jako matka Xaviera - Alison Arboux jako uczennica - Loreleï Aubry jako uczennica - Natalia Segura jako zmysłowa kobieta - Vanessa Guide jako pielęgniarka - Dominique Besnehard jako redaktor - Zinedine Soualem jako sąsiad, pan Boubakeur - Kyan Khojandi jako Antoine Garceau - Xavier Alcan jako zastępca redaktora - Maud Wyler jako asystentka redaktora - Catrina Ganey jako pielęgniarka na dziale położniczym - Adrian Martinez jako kurier - Jose Soto jako Miguel - Jeff Lau jako Zhang Yu - Howah Hung jako Ben - Linda Chan jako chińska tańcząca sąsiadka - Shuya Chang jako Ming Li - Phil Nee jako chiński taksówkarz - Anna Berger jako staruszka - Larry Fessenden jako rocker - Joe Stefko jako rocker - Yinka Adeboyeku jako wściekły kierowca - Kenneth Maharaj jako hinduski taksówkarz - Cédric Klapisch jako fotograf | - Antoine Garceau jako asystent fotografa - Damon Michael Gordon jako pieszy ratownik - Michael Che jako przechodzień - Dominic Colón jako Carlos Fernandez - Ryiah Suazo jako Kayla - Yelena Shmulenson jako Żydówka - Allen Lewis Rickman jako Żyd - Dylan Chalfy jako wściekły tata - Victor Colicchio jako drugi adwokat - J.D. Williams jako barman - Jenny L. Saldaña jako latynoska - Luis Vega jako Latynos - Yinuo Wang jako recepcjonistka - Celia Au jako łyżwiarka - Tyler Rapp jako syn chasydki - Anna Rapp jako córka chasydki - Alex Ziwak jako europejski podróżnik - Brady Bryson jako chłopiec w metrze - Alex Kruz jako spokojny latynoski mąż - Niyi Oni jako Carl - Doug Drucker jako wytatuowany mężczyzna na paradzie - Charisse Matthews jako narzeczona - Franklin La Paz jako kurier - Jian Jian jako Azjata - Natasha Tax jako chasydka - Andrew Alberson jako pan młody - Joseph Basile jako hipster w metrze - Robert Chang jako pan młody - Efraiem Hanna jako kierownik na Wall Street - Lil Rhee jako chiński kierownik - Kordelia Kordelia jako kobieta na deskorolce - Josh Bodenhamer jako zawodowy deskorolkarz - Ruth Sydney jako biznesmenka - Michelle E. Mancini jako członek rodziny Wendy - Toshiko Onizawa jako turystka - Amanda M. Rodriguez jako oficer INS - Onika Day jako oficer INS - Ismael Peter Casillas jako kolorowy deskorolkarz - Saba Saba jako pan młody - Anna Lakomy jako narzeczona - John Jillard Sr. jako wytatuowany mężczyzna na paradzie |